# Laval-Pradel
Laval-Pradel là một xã trong tỉnh Gard thuộc vùng Occitanie, phía nam nước Pháp. Xã Laval-Pradel nằm ở khu vực có độ cao trung bình 90 mét trên mực nước biển.